# Îlot Sinho
L'îlot Sinho (en portugais : Ilhéu Sinho) est un îlot situé dans l'archipel des îles Selvagens, à Madère, au Portugal.